# Liste der Monuments historiques in Niedervisse
Die Liste der Monuments historiques in Niedervisse führt die Monuments historiques in der französischen Gemeinde Niedervisse auf.

## Liste der Bauwerke
| Bezeichnung | Beschreibung   | Standort                | Kennzeichnung | Schutzstatus | Datum | Bild |
| ----------- | -------------- | ----------------------- | ------------- | ------------ | ----- | ---- |
| Beinhaus    | um 1500 erbaut | auf dem Friedhof (Lage) | PA00106927    | Classé       | 1990  |      |